# Gloria Montenegro Figueroa
Gloria Edelmira Montenegro Figueroa (La Unión, Huánuco, 30 de marzo de 1956-Lima, 21 de mayo de 2025) fue una contadora pública, docente universitaria y política peruana. Fue ministra de la Mujer y Poblaciones Vulnerables del Perú durante el gobierno de Martín Vizcarra desde 2019 hasta 2020 y congresista de la República por La Libertad en el periodo 2016-2019. Fue también alcaldesa de Trujillo en 2014 sucediendo a César Acuña.

## Biografía
Gloria Montenegro nació distrito de La Unión, ubicado en la provincia de Dos de Mayo del departamento de Huánuco, el 30 de marzo de 1956.
Realizó estudios escolares en el Colegio Nuestra Señora del Rosario en la ciudad de Chiclayo. Su formación universitaria la realizó en la Universidad Nacional Pedro Ruiz Gallo, graduándose en la facultad de Ciencias Contables y Administración, con el título de licenciada en Contabilidad. Concluyó los estudios de maestría en Administración en la Escuela Superior de Administración de Empresas – ESAN en 1987. Cuenta con estudios de posgrado en Prevención de Conflictos Sociales en la Pontificia Universidad Católica del Perú, diplomado en Desarrollo Gerencial en CARE Perú, INCAE y el Instituto Tecnológico Superior de México ITESM, en Guatemala y Estados Unidos; diplomado en Desarrollo Económico Local, por GTZ e INWENT en Alemania. Estudios en Australia por el Programa Gestión de Recursos Hídricos, en el International Water Center.
Fue integrante de la Red de Gerentes Sociales del Perú – INDES – Banco Interamericano de Desarrollo (BID) y en 1977, Montenegro ingresó a trabajar al Banco Interbank, en donde llegó a ocupar el cargo de gerente de la Región Nor Centro.
De 1998 a 2001, se desempeñó como administradora regional de CARE Perú. 
En el campo académico, fue docente de postgrado en la Universidad Nacional de Trujillo y en la facultad de Ciencias Empresariales de la Universidad César Vallejo, donde también fue directora en la escuela de Administración de Empresas.
Ejerció la docencia universitaria en programas de pre y posgrado en universidades públicas y privadas. Asimismo, desarrolló una importante carrera profesional en la banca privada, instituciones promotoras de proyectos de desarrollo social e importantes entidades del Estado.

## Carrera política
Gloria Montenegro incursiona en el ámbito político como parte del Movimiento Capacidad Ciudadana al Desarrollo y postulando a la vicepresidencia del Gobierno Regional de La Libertad en las elecciones regionales del año 2002, sin embargo, no resultó elegida.

### Alcaldesa de Trujillo
En el año 2004, Gloria Montenegro se afilia a Alianza para el Progreso, partido político fundado por César Acuña, y postuló como regidora de la ciudad de Trujillo en las elecciones municipales del año 2006, resultando elegida junto a Acuña como alcalde provincial para el periodo 2007-2010.
En las elecciones del año 2010, Montenegro postuló como teniente alcaldesa en la reelección de Acuña como titular de la Municipalidad Provincial de Trujillo y ambos tuvieron éxito para el periodo 2011-2014. Posteriormente el 23 de abril del 2014, Gloria Montenegro asumió como alcaldesa de Trujillo de manera interina tras la renuncia de Acuña para postular a la presidencia del Gobierno Regional de La Libertad ese mismo año.
Fue también presidenta de la Asociación de Municipalidades del Perú.

### Congresista de la República
Ante la candidatura presidencial de César Acuña para las elecciones generales del 2016, Gloria Montenegro postuló al Congreso de la República representando al departamento de La Libertad y logró ser elegida como congresista de la república, obteniendo 25,599 votos y siendo juramentada para el periodo parlamentario 2016-2021.
Durante su gestión como congresista, ejerció como miembro titular de la Comisión Permanente del Congreso de la República, vicepresidenta de la Comisión de Descentralización y presidenta de la Comisión de Inclusión Social y Personas con Discapacidad. Asimismo, como legisladora fue presidenta de la Liga Parlamentaria Perú–Uruguay. Ha participado en el Seminario Conjunto de Alto Nivel: ‘El Ciclo Legislativo, desde la Iniciativa Legislativa hasta su Implementación y Monitoreo’, con miembros del Parlamento Europeo y miembros del Comprehesive Democracy Support Approach, llevada a cabo en Bruselas. Así también, Ha tenido activa participación en la conferencia: “El Rol del Parlamento en la Alianza para el Gobierno Abierto”, efectuada en la ciudad de Buenos Aires - Argentina y de la “Conferencia parlamentaria sobre la Organización Mundial del Comercio (OMC)”, conferencia realizada en Buenos Aires - Argentina. Del 4 al 8 de junio de 2018, participó en la 107° Reunión de la Conferencia Internacional del Trabajo (OIT), en Suiza.
Tras la disolución del Congreso de la República decretada por el presidente Martín Vizcarra, su cargo congresal concluyó el 30 de septiembre del 2019.

### Ministra de la Mujer
El 11 de marzo del 2019, Gloria Montenegro fue nombrada como ministra de la Mujer y Poblaciones Vulnerables del Perú por el presidente Martín Vizcarra, en el gabinete ministerial encabezado por Salvador del Solar.
Como ministra, fue presidenta de la Comisión Interamericana de Mujeres, órgano intergubernamental creado para asegurar el reconocimiento de los derechos humanos de las mujeres. Fue también presidenta de la Conferencia Regional sobre Población y Desarrollo de América Latina y el Caribe, cuyo objetivo fue dar seguimiento a los temas relacionados con población y desarrollo, migración internacional, pueblos indígenas y poblaciones afrodescendientes y envejecimiento. Montenegro también se pronunció a favor del aborto en temas de violación.
Permaneció en el cargo hasta el 6 de agosto del 2020, siendo luego reemplazada por la abogada y excongresista Rosario Sasieta.
Luego, fue parte del partido político Primero La Gente.

## Fallecimiento
El 21 de mayo del 2025 falleció en Lima a los 69 años luego de complicaciones neuroquirúrgicas que derivaron en muerte cerebral. La noticia fue anunciada por la ex primera ministra Ana Jara, quien rindió un homenaje a su memoria. Posteriormente, diversas personalidades enviaron las condolencias a los familiares de Montenegro, entre ellos exministros, el Congreso de la República, la presidencia del Consejo de Ministros y el Ministerio de la Mujer y Poblaciones Vulnerables del Perú.

## Reconocimientos
- Buenas Prácticas Gubernamentales en la Municipalidad Provincial de Trujillo.
- En calidad de alcaldesa, recibió el ‘Galardón en Congreso de la Unión Iberoamericana de Municipalitas’ (UIM) en Argentina.
- Durante su mandato al frente de la Municipalidad de Trujillo, el Servicio de Administración Tributaria de Trujillo (SATT) recibió la distinción máxima de Imagen Peruana: la medalla de oro a la “Calidad, Excelencia y Liderazgo”, por su eficiente gestión en el sector público, considerando el liderazgo y competitividad de este ente recaudador.
- Premio a la ‘Bolsa Amarilla’, con reconocimiento a nivel nacional del Ministerio del Ambiente del Perú.